# دانیله پینتو
دانیله پینتو (انگلیسی: Daniele Pinto؛ زادهٔ ۹ مهٔ ۱۹۸۶) بازیکن فوتبال اهل ایتالیا است.